# Canada Basketball
Canada Basketball  est l'organisation nationale régissant le basketball au Canada,. Cette organisation est à but non lucratif et a été fondée en 1923. Canada Basketball a joint la Fédération internationale de basket-ball en 1936 et est membre de FIBA Amériques.

## Compétitions internationales
Canada Basketball est responsable de la sélection et de la formation des équipes nationales canadiennes (hommes, femmes, et en fauteuil roulant masculin et féminin) qui représentent le Canada dans les compétitions internationales, y compris Jeux olympiques, Jeux paralympiques, Jeux panaméricains, Tournois de la FISU, Championnats du monde  FIBA ainsi que Championnats mondiaux de l'IWBF.
Le programme international de Canada Basketball comporte actuellement deux volets:
- Le volet élite nationale composé des équipes hommes séniors, femmes séniores, sénior féminin B, junior hommes, junior femmes, cadet hommes et cadette femmes.
- Le basket-ball en fauteuil roulant (géré de façon autonome par l'organisation Basketball en fauteuil roulant Canada, membre de Canada Basketball) se compose des hommes juniors (âgés de moins de 23 ans), des femmes juniores (âgées de moins de 25 ans) et de deux équipes nationales seniors - l'équipe nationale masculine et l'équipe nationale féminine.

## Basketball au Canada
En plus de ses programmes internationaux, Canada Basketball supervise les programmes amateurs à travers le Canada. Le Basketball est un sport en croissance au Canada, et attire de plus en plus de jeunes. Ainsi Canada Basketball a mis sur pied en septembre 2007 le Programme Basketball des jeunes Steve Nash (le Steve Nash Youth Basketball Program au Canada anglais). En janvier 2009, Canada Basketball a annoncé la création du Conseil de l'excellence afin d'encourager les jeunes talents dans les centres régionaux d’entraînement. De plus des championnats nationaux pour les 15 ans et moins et pour les 17 ans et moins sont organisés chaque année par Canada Basketball.  L’événement annuel se déroule dans une ville différente du Canada ce tant chez les garçons que chez les filles.
Il y a peu de Canadiens qui jouent professionnel au basketball et de plus il n'existe aucune ligue professionnelle de grande envergure au pays. La Ligue nationale de basketball du Canada a été fondée en 2011 et n'est qu'à ses premiers balbutiements. Toutefois beaucoup de jeunes au Canada jouent au basket au collège et à l'université. Les principales organisations sportives scolaires sont Sport interuniversitaire canadien (SIC) et l'Association canadienne du Sport collégial (ACSC). Canada Basketball travaille en étroite collaboration avec le SIC et l'ACSC. De plus Canada Basketball coopère avec le programme national de certification des entraîneurs (PNCE).